# Сергеевка (Партизанский район)
В Пограничном районе Приморья тоже есть село Сергеевка
Серге́евка — село в Партизанском районе Приморского края.

## Физическо-географическая характеристика
Село Сергеевка стоит на левом берегу реки Партизанская при впадении в неё реки Сергеевка.
Через село проходит автодорога Находка — Кавалерово. Расстояние до районного центра Владимиро-Александровское — 55 км на юг.

## Население
| 1895 | 1898 | 1899 | 1900  | 1902  | 1911  | 1912 |
| ---- | ---- | ---- | ----- | ----- | ----- | ---- |
| 202  | ↗258 | ↗309 | ↗340  | ↗409  | ↗532  | ↗569 |
| 1915 | 1923 | 1926 | 2002  | 2010  | 2021  |      |
| ↗773 | ↘760 | ↗881 | ↗3852 | ↘3323 | ↗4010 |      |

Гендерный состав
По переписи 2002 года 49,4 % мужчин и 50,6 % женщин.

## История
Заведующий переселением Веденский Н. С. 30 мая 1895 года письмом за № 1444 уведомил начальника Южно-Уссурийского округа (полицейское управление), что «Мною разрешено сего числа переселенцам, из партии 1895 года образовать новое селение, под названием Сергеевка, на Сучане, выше Фроловки, в 6 верстах от Фроловского надела.»

## Экономика
Градообразующее предприятие «Сергеевский леспромхоз», образованное в 1948 году, занимается заготовкой и переработкой леса, поставляет лес в страны Восточной Азии. В 2023 году на предприятии было занято 120 человек.

## Культура
В нескольких километрах к югу от села находится Шайгинское городище — место расположение города чжурчжэней второй половины XII — первой трети XIII вв, уничтоженного в конце 1233 г. во время монгольского нашествия.
Школьный краеведческий музей насчитывает более 3500 экспонатов, в том числе по истории Сергеевки.